# Gernot Plassnegger
Gernot Plassnegger (* 23. März 1978 in Leoben) ist ein ehemaliger österreichischer Fußballspieler und nunmehriger -trainer.

## Karriere

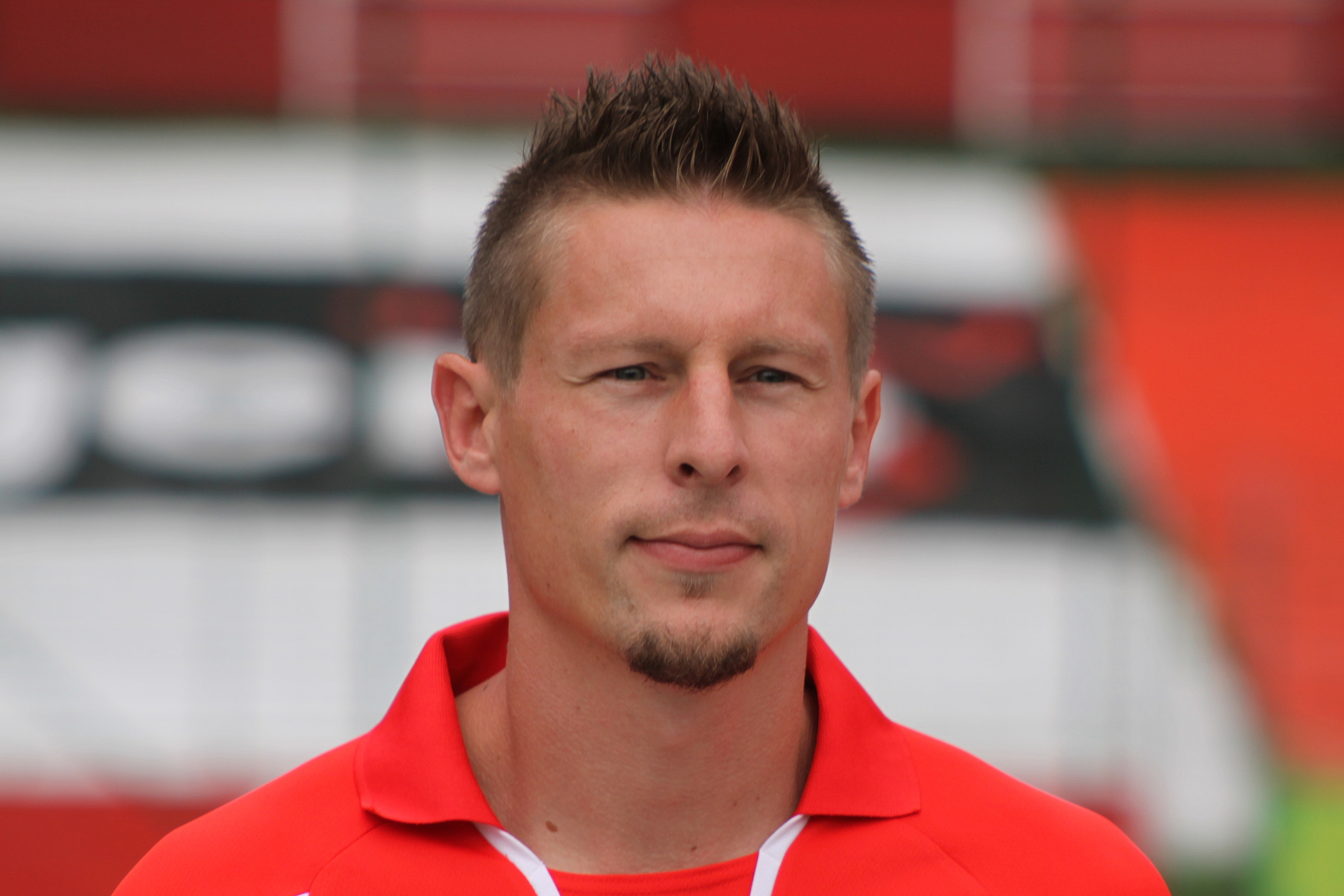
Gernot Plassnegger als Spieler beim FC Admira Wacker Mödling

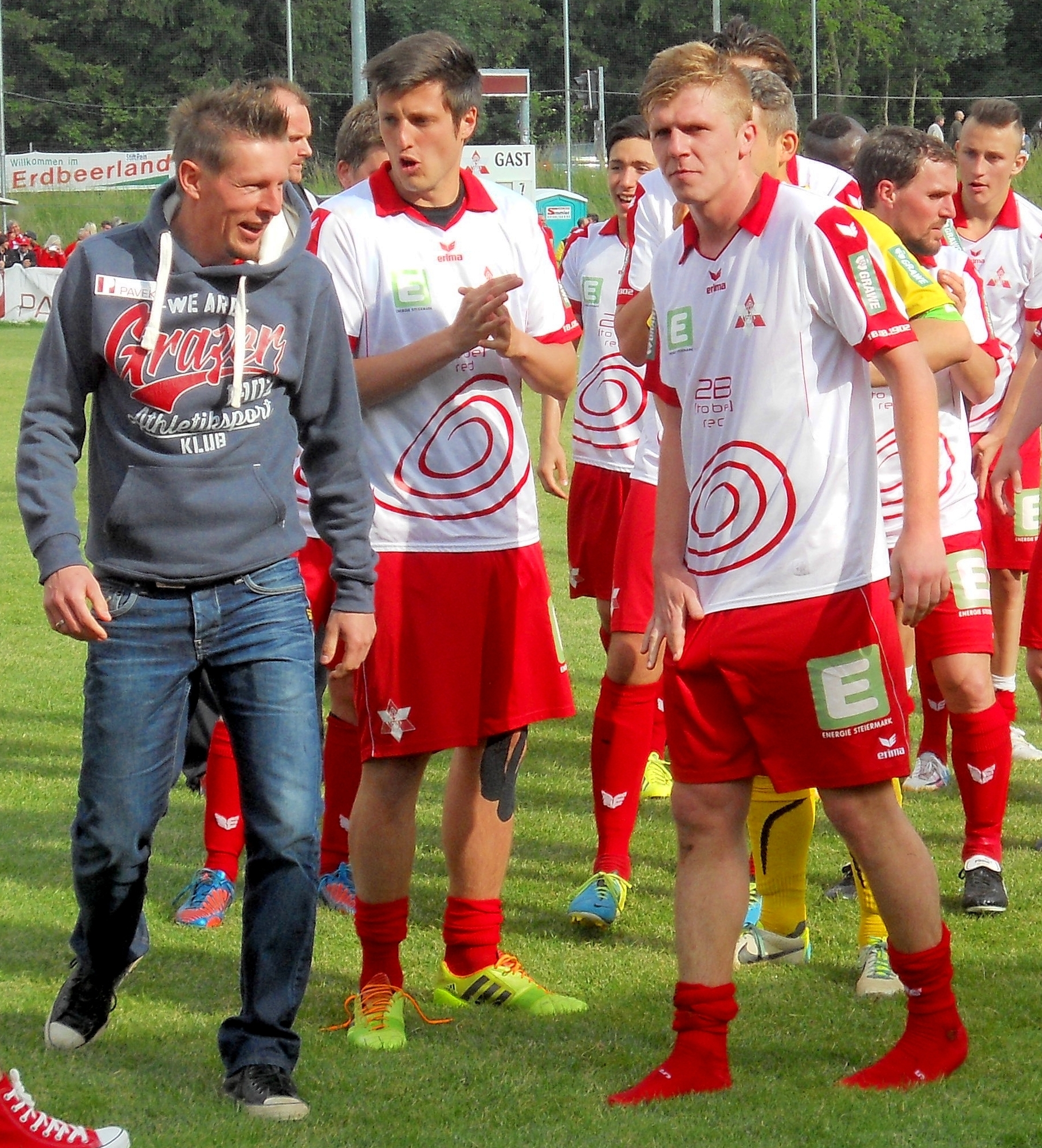
Trainer Gernot Plassnegger feiert mit Spielern den GAK-Meistertitel 2014

### Als Spieler
Plassnegger begann seine Karriere beim Heimatverein FC Trofaiach. Über der ASVÖ FC Puch wechselte der Junioren-Nationalspieler im Alter von 19 Jahren zu Austria Salzburg. Dort konnte er in seiner zweiten Saison unter Trainer Heribert Weber, mit dem er schon in Puch zusammengearbeitet hatte, die österreichische Meisterschaft gewinnen. Nach Ablauf seines Vertrages wechselte Plassnegger 1998 zur Wiener Austria. Für den Hauptstadtclub lief er zweieinhalb Jahre auf, bevor er in der Winterpause der Saison 2000/01 beim 1. FC Saarbrücken unterschrieb.
Durch eine überzeugende Rückrunde beim deutschen Zweitligisten konnte sich Plassnegger für einen Wechsel zum VfL Wolfsburg empfehlen. In der VW-Stadt konnte er sich jedoch nicht durchsetzen, so dass er auf Leihbasis zurück in die 2. Bundesliga zum SV Waldhof Mannheim transferiert wurde. Hier konnte der Steirer vor allem auf der Stürmerposition überzeugen und erzielte in 26 Ligaspielen zehn Tore. 2003 nahm er bei Hansa Rostock einen neuen Anlauf in der 1. Bundesliga. Nachdem er sich allerdings auch an der Ostsee keinen Stammplatz erkämpfen konnte, wechselte Plassnegger nach insgesamt dreieinhalb Jahren in Deutschland zurück in die österreichische Heimat.
Er heuerte beim amtierenden Meister GAK an, wo er auf unterschiedlichen Positionen wieder regelmäßig zum Einsatz kam. Im Frühjahr 2006 verließ Plassnegger wegen ausständiger Gehaltszahlungen den GAK allerdings wieder und wechselte im Juni zum österreichischen Rekordmeister SK Rapid Wien. Für die Hauptstädter spielte er zwar elfmal in Folge über volle 90 Minuten, musste dann allerdings auch auf Grund von Verletzungen seinen Platz im Team wieder räumen, was ihn 2007 zu einem erneuten Wechsel zum SK Austria Kärnten veranlasste.
Für die Saison 2008/09 unterschrieb Gernot Plassenegger beim griechischen Erstligisten Ergotelis für drei Jahre. Nach Platz neun und 25 Einsätzen verließ er Griechenland allerdings nach einer Saison wieder und wechselte zum FC Admira Wacker Mödling.
Nach 5 Jahren bei den Südstädtern, in denen Gernot Plassnegger in 139 Spielen unter anderem den Aufstieg in die Bundesliga und die Qualifikation für die UEFA Europa League schaffte, wurde der Vertrag des Steirers 2013 nicht mehr verlängert. Er beendete seine Karriere daraufhin.
Insgesamt spiele Plassnegger 53-mal für Juniorenmannschaften des ÖFB. Am 6. Oktober 2006 kam er zudem in Vaduz beim 2:1 beim Freundschaftsspiel gegen Liechtenstein zu seinem einzigen Einsatz in der österreichischen Nationalmannschaft.

### Als Trainer
Nach seinem Karriereende wurde Plassnegger zur Saison 2013/14 Trainer des Grazer AK. Im September 2017 wurde er Trainer des Zweitligisten SC Austria Lustenau. Nach zwei Jahren als Trainer von Lustenau trat er im September 2019 von seinem Posten zurück. Lustenau belegte zu jenem Zeitpunkten nach sechs Spieltagen den 13. Tabellenrang.
Im März 2020 wurde er ein zweites Mal Trainer des inzwischen zweitklassigen Grazer AK. Die Grazer übernahm er auf dem 14. Tabellenrang, allerdings gelang es auch unter Plassneggers Führung nicht sich aus der Abstiegszone zu befreien; im Gegenteil, zu Saisonende belegte man den vorletzten Rang. Durch den COVID-bedingten Abbruch der Regionalliga gab es allerdings keine Aufsteiger aus dem Amateurbereich und somit durfte der GAK die Klasse halten. In der Saison 2020/21 steigerten sich die Steirer und belegten zu Saisonende Rang sechs. Nachdem man in der Saison 2021/22 nach elf Runden den achten Rang belegt und eine 6:1-Klatsche vom davor deutlich niedriger platzierten SKN St. Pölten bekommen hatte, trennte sich der GAK im Oktober 2021 von Plassnegger.

## Erfolge
- 1× Österreichischer Meister:1997
- 1× Meister Erste Liga: 2011

## Privates
Gernot Plassnegger ist verheiratet mit der Eventmanagerin Verena Plassnegger und Vater der drei Töchter Nina-Jasmin, Mavie und Suna.